# ザムザム・コーラ

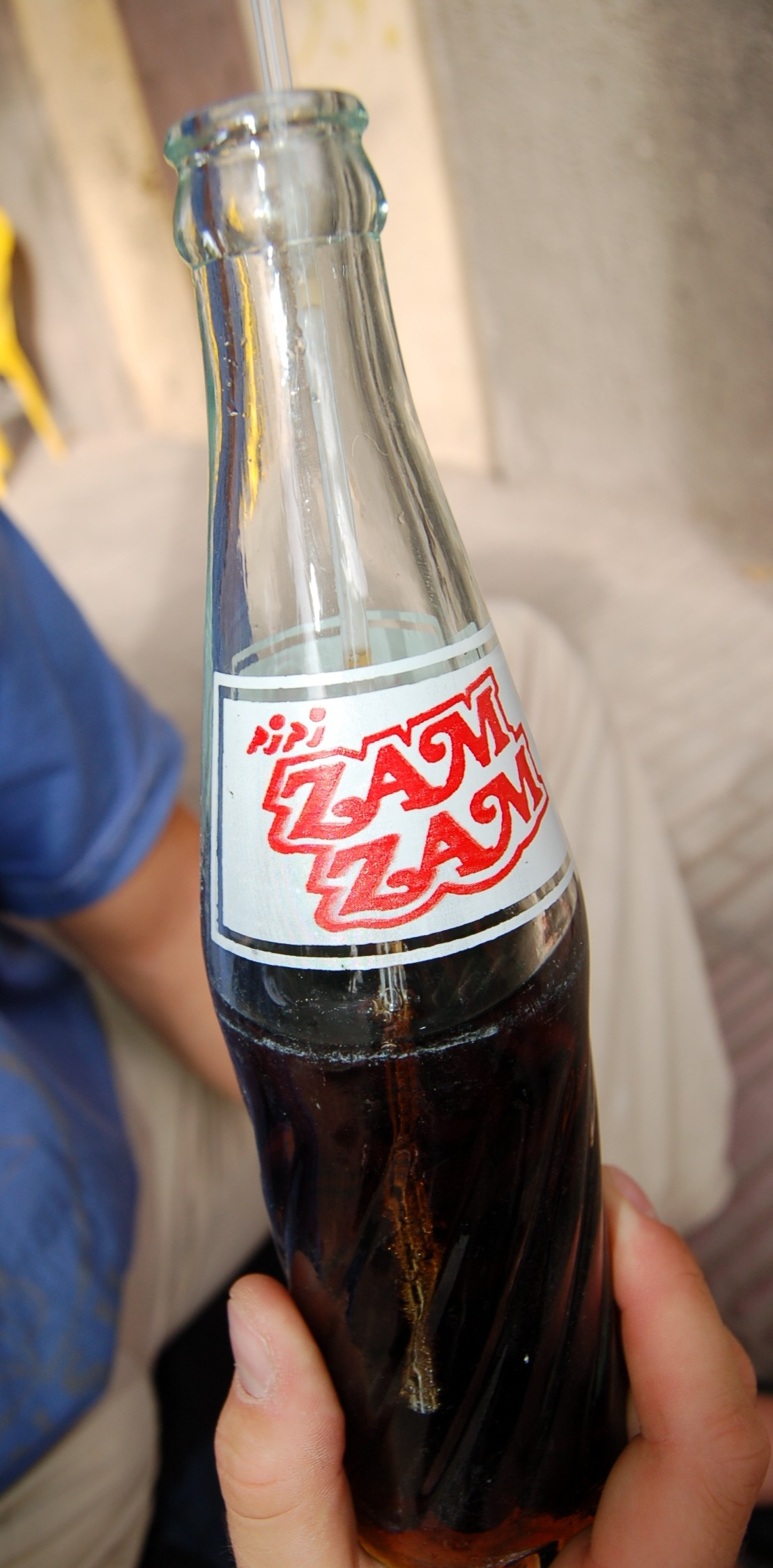
ザムザム・コーラ

ザムザム・コーラ (ペルシア語: زمزم کولا、ラテン文字表記：ZAMZAM COLA) はイランのコーラ。販売はザムザム・イラン・カンパニー。
ザムザム・ファンタやザムザム・スプライトなども存在する。コカ・コーラやファンタなどのコカコーラ社製品に似た味だが、イラン革命（イスラム革命）によってアメリカ資本が追放された際、イラン国内のペプシコの子会社の設備やレシピをそのまま流用したためと言われている。
ザムザム・グループのサイトによれば、ザムザム・イラン・カンパニーは1979年設立。ザムザム・グループは、16のソフトドリンク製造会社から成っており、そのトップが、そのザムザム・イラン・カンパニーである。ザムザム・グループの製品は65種類以上ある。
名称の由来はメッカのマスジド・ハラームの中にあるザムザムの泉である。
イラン国外では、中東やヨーロッパで販売されている。

## 関連製品
イランにおけるザムザム・グループの他、アラブ首長国連邦を拠点とするザムザム・リフレッシュメント社（ZamZam Refreshment）、北アメリカを拠点とするザムザム・フーズ・ノース・アメリカ社（Zam Zam Foods North America）が、「ザムザム・コーラ」という商品名の炭酸飲料を製造している。